# Mô hình khí hậu

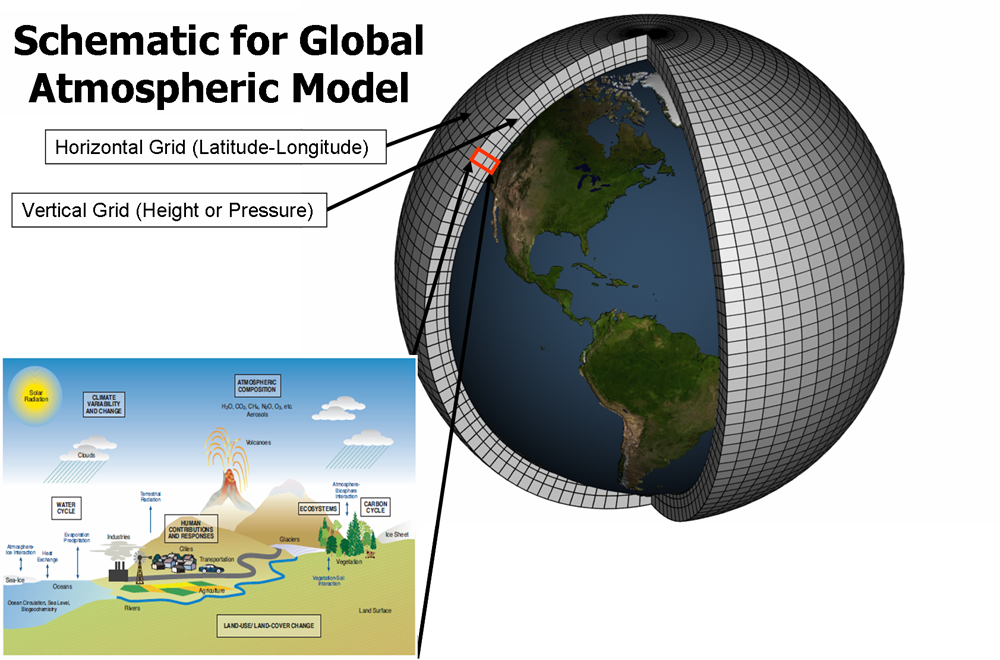
Các mô hình khí hậu là hệ các phương trình vi phân dựa trên các định luật của vật lý, chất lưu, và hoá học. Để chạy các mô hình này, các nhà khoa học chia Trái Đất thành lưới 3 chiều, gán các phương trình toán học cơ bản, và đánh giá các kết quả. Các mô hình khí quyển tính toán gió, truyền nhiệt, phát xạ, độ ẩm tương đối, và nước mặt bên trong mỗi lưới và đánh giá sự tương tác của nó với các điểm lân cận.

Mô hình khí hậu sử dụng phương pháp định lượng để mô phỏng sự tương tác của khí quyển, đại dương, bề mặt đất, và băng. Các mô hình này được sử dụng cho nhiều mục đích khác nhau từ nghiên cứu các yếu tố động lực của hệ thống khí hậu đến các đối tượng khí hậu trong tương lai. Việc sử dụng các mô hình khí hậu được nói đến nhiều nhất gần đây tập trung vào những biến đổi nhiệt độ từ sự gia tăng nồng độ khác khí nhà kính trong khí quyển.
Tất cả các mô hình khí hậu bao gồm năng lượng đầu vào từ mặt trời như các sóng điện từ, chủ yếu là sóng nhìn thấy và sóng ngằn (hồng ngoại), cũng như năng lượng đầu ra gồm sóng điện từ (dài) từ Trái Đất. Bất cứ sự mất cân bằng làm thay đổi nhiệt độ.

## Các mô hình khí hậu trên web
- Dapper/DChart Lưu trữ ngày 23 tháng 12 năm 2011 tại Wayback Machine — plot and download model data referenced by the Fourth Assessment Report (AR4) of the Intergovernmental Panel on Climate Change. (No longer available)
- ccsm.ucar.edu Lưu trữ ngày 6 tháng 10 năm 2008 tại Wayback Machine — NCAR/UCAR Community Climate System Model (CCSM)
- climateprediction.net Lưu trữ ngày 27 tháng 2 năm 2009 tại Wayback Machine — do it yourself climate prediction
- giss.nasa.gov — the primary research GCM developed by NASA/GISS (Goddard Institute for Space Studies)
- edgcm.columbia.edu Lưu trữ ngày 23 tháng 3 năm 2015 tại Wayback Machine — the original NASA/GISS global climate model (GCM) with a user-friendly interface for PCs and Macs
- cccma.be.ec.gc.ca Lưu trữ ngày 24 tháng 11 năm 2006 tại Wayback Machine — CCCma model info and interface to retrieve model data
- nomads.gfdl.noaa.gov Lưu trữ ngày 6 tháng 7 năm 2019 tại Wayback Machine — NOAA / Geophysical Fluid Dynamics Laboratory CM2 global climate model info and model output data files
- climate.uvic.ca — University of Victoria Global climate model, free for download. Leading researcher was a contributing author to the recent IPCC report on climate change.
- vimeo.com/user12523377/videos — Visualizations of climate models of ETH Zurich